# Marc Péchenart
Marc Péchenart né le 2 juin 1927 à Levrézy (Ardennes), mort le 2 janvier 2008 à Le Bailleul (Sarthe) est un industriel français spécialisé dans l'équarrissage. Il eut un rôle pionnier aux îles Kerguelen et était connu pour être un grand amateur de chasse au gros gibier, en particulier l'éléphant.

## Biographie
La famille Péchenart possède une usine d'équarrissage à Étampes dans l'Essonne qui, à partir de 1935, sera connue sous le nom de Société industrielle des abattoirs parisiens (SIDAP).
Marc Péchenart commence ses études à Paris au sein de l'École alsacienne puis les poursuit à Étampes. En 1947, il s'engage dans le 11e régiment parachutiste de choc. Il servira en Afrique au sein de la compagnie autonome parachutiste d’infanterie de marine (CPIMa). Il quitte l'armée avec le grade de lieutenant.
À la suite d'une invitation de son ancien compagnon d'armes Pierre Sicaud, qui dirige une mission gouvernementale d'études aux Kerguelen et qui a fondé Port-aux-Français en 1950, Marc Péchenart se rend dans l'archipel avec l'ambition d'y établir une usine pilote de la SIDAP pour le traitement des graisses des éléphants de mer. Les premières machines arrivent d'Australie en 1955 et les bâtiments de l'usine sont construits en 1957. Le 16 décembre 1957, Marc Péchenart se marie avec Martine Raulin sous le hangar de son usine du bout du monde. Ces noces australes insolites suscitent l'engouement en France. Des photos du mariage sont publiées dans Paris Match et le couple reçoit même les félicitations de Charles de Gaulle. L'usine cesse ses activités en 1963.
Parallèlement, les affaires de la famille Péchenart fructifient en métropole. Les activités s'étendent avec le rachat de la Française maritime SA basée à Concarneau, autre société d'équarrissage dont Marc Péchenart devient directeur général en 1958. Devenu une figure de cette ville portuaire où il s'établit, il transforme la société en un groupe qui compte 14 établissements et un millier de salariés répartis dans l'ouest de la France. Il vend la société au groupe Sanofi en 1985 et continue de gérer ses usines en devenant directeur général de branche au sein de la multinationale.  
Passionné de chasse, et en particulier de chasse à l'éléphant, Marc Péchenart séjourne à de nombreuses reprises en Afrique pour s'adonner à sa passion. Il fera en particulier quinze voyages au Centrafrique. En association avec François Giscard d'Estaing, cousin du président Valéry Giscard D'Estaing, et Claude Hettier de Boislambert, il se fait concéder par le président Bokassa de vastes terres dans ce pays, 700 000 hectares, soit l'équivalent d'un département français, situés entre Rafaï et Zémio. Péchenart est le « véritable maître des lieux ». Il y accueille plusieurs personnalités dont la plus illustre est le président Giscard qu'il va lui-même chercher aux commandes de son avion Beechcraft à Gbadolite au Zaïre, sur les terres du président Mobutu. Afin que les safaris présidentiels se déroulent en toute discrétion, Péchenart donne pour consigne à la population locale Zandé de ne laisser passer aucun visiteur « qu'il soit noir ou blanc ».    
Témoignage de ses actions cynégétiques, plusieurs records homologués par le Safari Club International dont celui de l'éléphant abattu avec les plus lourdes défenses. Il participe à la formation de guides de chasse au sein de l'Association des chasseurs professionnels et est expert en balistique auprès de la cour d'appel de Paris,. Amateur de pêche au gros, il relance aussi à la fin des années 1950 la pêche au requin pèlerin au large de Concarneau, au cours de campagnes de pêche qu'il dirige personnellement. Il traite les carcasses dans son usine,.   
L'entregent de Marc Péchenart permet à Valéry Giscard d'Estaing et à Jean-Marie Le Pen, dont Péchenart a fait la connaissance par l'intermédiaire de sa femme Jany, de se rencontrer de manière confidentielle au début des années 2000 au domicile de l'industriel, avenue du Président-Wilson à Paris,.  
Marc Péchenart meurt le 2 janvier 2008 dans son château, à La Chapelle-d'Aligné, dans la Sarthe. Ses obsèques sont célébrées dans la chapelle Saint-Louis de l'École militaire en présence de plusieurs personnalités dont l'ancien président Valéry Giscard d'Estaing, Sixte-Henri de Bourbon-Parme, l'amiral Philippe de Gaulle, Jean-Marie Le Pen accompagné d'une autre personnalité du FN, Roger Holeindre et le PDG de Sanofi Jean-François Dehecq.